# 米罗什尼基农村居民点
米罗什尼基农村居民点（俄语：Мирошниковское сельское поселение）是俄罗斯联邦伏尔加格勒州科托沃区所属的一个农村居民点。其下辖有5个居民点，行政中心为米罗什尼基。据2016年统计，该农村居民点的人口为1134人。